# Raymond Carver
Raymond Carver (25 tháng 5 năm 1938 - 2 tháng 8 năm 1988) là nhà văn viết truyện ngắn và nhà thơ người Mỹ.
Raymond Carver sinh tại Clatskanie, tiểu bang Oregon, trong một gia đình công nhân. Ông bắt đầu sáng tác vào năm 1958 sau khi đã học qua khóa viết văn tại Chico State College ở California. Ông nhận bằng cử nhân từ Humboldt State College vào năm 1963. Trước khi cho xuất bản tập truyện ngắn đầu tay Put Yourself in My Shoes (1974), Raymond Carver đã sáng tác hai tập thơ, Near Klamath (1968) và Winter Insomnia (1970).
Vào cuối thập kỷ 1960s và trong thập kỷ 1970s, Raymond Carver phải nhập viện nhiều lần do chứng nghiện rượu. Qua việc thể hiện những kinh nghiệm này vào các tác phẩm của mình, ông đã tạo dựng thành công bước đầu, với những nhân vật trong các mẩu truyện liên hệ đến những khó khăn do chứng nghiện rượu gây ra.
Raymond Carver được biết đến qua những truyện ngắn có sức thu hút mạnh. Cuộc sống và thời niên đầy khó khăn đã cung cấp nhiều tư liệu cho các tác phẩm của ông, vốn thường chú trọng vào những giấc mơ bị đánh mất, những mối liên hệ bị tan vỡ, và ảo vọng. Ông được nhìn nhận là một trong những cây bút truyện ngắn Anh ngữ hàng đầu, và đã có công khơi lại mối yêu thích truyện ngắn trong lòng người đọc vào thập kỷ 1980s.
Vào năm 1999, 11 năm sau ngày ông mất, vợ ông là nhà văn Ted Gallagher phát hiện một số truyện ngắn và bài thơ chưa hề được ra mắt bạn đọc.

## Tác phẩm

### Tập thơ
- Near Klamath (1968)
- Winter Insomnia (1970)
- At Night The Salmon Move (1976)
- Fires (Những ngọn lửa, 1983)
- Where Water Comes Together With Other Water (1985)
- Ultramarine (1986)
- A New Path to the Waterfall (1989), xuất bản sau khi qua đời.
- All of Us: The Collected Poems (1998)

### Tập truyện ngắn
- Put Yourself in My Shoes (1974)
- Will You Please Be Quiet, Please? (Em làm ơn, im đi được không, 1976), 21 truyện ngắn
- Furious Seasons and other stories (1977)
- We Talk About When We Talk About Love (Mình nói chuyện gì khi mình nói chuyện tình, 1981), 17 truyện ngắn
- Cathedral (Thánh đường, 1983), 12 truyện ngắn
- Elephant (Con voi, 1988), 7 truyện ngắn
- Where I’m Calling From (1988)

### Kịch
- Dostoevsky (1985, cùng với Tess Gallagher)